# Soyuz TMA-19M
Soyuz TMA-19M là một chuyến bay tàu không gian Soyuz phóng ngày 15 tháng 12 năm 2015 từ sân bay vũ trụ Baikonur, chở 3 thành viên của phi hành đoàn Expedition 46 đến Trạm Vũ trụ Quốc tế. Đây là chuyến bay thứ 128 của tàu không gian Soyuz kể từ chuyến đầu tiên năm 1967.
Tên lửa Soyuz-FG mang theo tàu vũ trụ Soyuz TMA-19M được phóng vào 17h03 giờ địa phương tại sân bay vũ trụ Baikonur, Kazakhstan, tàu vào quỹ đạo 9 phút sau đó. Phi hành đoàn bao gồm chỉ huy Yuri Malenchenko, cựu phi công không quân Nga; phi hành gia đầu tiên quốc tịch Anh lên ISS, Tim Peake và phi hành gia NASA Tim Kopra.
Peake, 43 tuổi, từng là thiếu tá quân đội, thực hiện nhiệm vụ 6 tháng của Cơ quan vũ trụ châu Âu (ESA) tại ISS.
Khi tiép cận trạm, hệ thống gặp gỡ và kết nối Kurs của tàu Soyuz bị trục trặc, và phi hành gia Yuri Malenchenko phải điều khiển tàu vũ trụ bằng tay, đẩy lùi 10 phút thời gian kết nối dự kiến. Tàu Soyuz đã kết nối trạm lúc 17:33:29 UTC cùng ngày và các phi hành gia bước vào Trạm vũ trụ quốc tế lúc 19:58 GMT.
Soyuz TMA-19M rời trạm vào ngày 18 tháng 6 năm 2016 vào lúc 05:52:33 UTC và hạ cánh thành công ở Kazakhstan lúc 09:15:06,3 UTC cùng ngày.

## Phi hành đoàn
| Vị trí             | Phi hành gia                                                                                                   |
| ------------------ | --- |
| Chỉ huy            | Yuri I. Malenchenko, Roscosmos - Thành viên phi hành đoàn Expedition 46 - Chuyến bay vũ trụ thứ 6 và cuối cùng |
| Kỹ sư chuyến bay 1 | Timothy L. Kopra, NASA - Thành viên phi hành đoàn Expedition 46 - Chuyến bay vũ trụ thứ 2 và cuối cùng         |
| Kỹ sư chuyến bay 2 | Timothy N. Peake, ESA - Thành viên phi hành đoàn Expedition 46 - Chuyến bay vũ trụ thứ đầu tiên                |

### Phi hành đoàn dự phòng
| Vị trí             | Phi hành gia                    |
| ------------------ | ------------------------------- |
| Chỉ huy            | Anatoli A. Ivanishin, Roscosmos |
| Kỹ sư chuyến bay 1 | Kathleen H. Rubins, NASA        |
| Kỹ sư chuyến bay 2 | Takuya Onishi, JAXA             |